# Hooligan and the Summer Girls
Pour plus de détails, voir Fiche technique et Distribution.
Hooligan and the Summer Girls est un film muet américain réalisé par James Stuart Blackton et Albert E. Smith, sorti en 1901.

## Fiche technique
- Titre : Hooligan and the Summer Girls
- Réalisation : James Stuart Blackton et Albert E. Smith
- Scénario : Frederick Opper
- Photographie : Albert E. Smith
- Producteur : James Stuart Blackton, Albert E. Smith
- Société de production : Edison Manufacturing Company
- Langue : film muet avec les intertitres en anglais
- Format : Noir et blanc — 35 mm — 1,33:1 — Muet
- Genre : Comédie
- Date de sortie :  États-Unis : juillet 1901

## Distribution
- James Stuart Blackton